# Taka (biljni rod)
Taka (lat. Tacca), rod korjenastih trajnica koji je nekada uključiv an u vlastitu porodicu Taccaceae Dumort., unutar reda bljuštolike (Dioscoreales), a danas porodici bljuštovki. Priznato je 16 vrsta koje rastu po tropskim predjelima Južne Amerike, Afrike, Australije, jugoistočne Azije.
Neke vrste ovog roda uzgajaju se kao dekorativno bilje, T. chantrieri, T. integrifolia i  T. leontopetaloides.

## Vrste
1. Tacca ampliplacenta L.Zhang & Q.J.Li
2. Tacca ankaranensis Bard.-Vauc.
3. Tacca bibracteata Drenth
4. Tacca borneensis Ridl.
5. Tacca celebica Koord.
6. Tacca chantrieri André
7. Tacca ebeltajae Drenth
8. Tacca integrifolia Ker Gawl.
9. Tacca khanhhoaensis V.S.Dang & Vuong
10. Tacca leontopetaloides (L.) Kuntze
11. Tacca maculata Seem.
12. Tacca palmata Blume
13. Tacca palmatifida Baker
14. Tacca parkeri Seem.
15. Tacca plantaginea (Hance) Drenth
16. Tacca reducta P.C.Boyce & S.Julia
17. Tacca subflabellata P.P.Ling & C.T.Ting